# Isomorphisme de catégories
En théorie des catégories, deux catégories {\displaystyle {\mathcal {C}}} et {\displaystyle {\mathcal {D}}} sont isomorphes s'il existe deux foncteurs F : {\displaystyle {\mathcal {C}}} → {\displaystyle {\mathcal {D}}} et G : {\displaystyle {\mathcal {D}}} → {\displaystyle {\mathcal {C}}} tels que l'un est inverse de l'autre, c'est-à-dire tels que FG = 1D (le foncteur identité de {\displaystyle {\mathcal {D}}}) et GF = 1C.
Cette notion, assez restrictive, peut être élargie en la notion d'équivalence de catégories.

## Exemple
Soit {\displaystyle {\mathcal {C}}} la catégorie des espaces topologiques munis d'une topologie d'Alexandroff, et {\displaystyle {\mathcal {D}}} la catégorie des ensembles munis d'un préordre. Alors les deux catégories sont isomorphes au moyen des deux foncteurs suivants :
- F associe à un espace topologique le même espace, muni de la relation de préordre suivante : {\displaystyle x\leq y} si et seulement si x est adhérent à {y}. F transforme une application continue f de X dans Y en la même application, mais vue comme application croissante de F(X) dans F(Y).
- G associe à un espace préordonné le même espace muni de la topologie engendrée par les ouverts {\displaystyle \{y\,|\,x\leq y\}}. G transforme une application croissante f de A dans B en la même application, mais vue comme application continue de G(A) dans G(B).